# 139 Juewa
Juewa /dʒuˈeɪwɑː/ (định danh hành tinh vi hình: 139 Juewa) là một tiểu hành tinh rất lớn và tối ở vành đai chính. Thành phần cấu tạo của nó dường như là cacbonat nguyên thủy. Tiểu hành tinh này cũng là tiểu hành tinh đầu tiên được phát hiện ở Bắc Kinh, Trung Quốc.
Ngày 10 tháng 10 năm 1874, nhà thiên văn học người Mỹ gốc Canada James Craig Watson phát hiện tiểu hành tinh Juewa khi ông thực hiện quan sát tại Bắc Kinh, nhân chuyến đi sang đây để quan sát Sao Kim di chuyển ngang Mặt Trời. Watson đã mời Dịch Hân đặt tên cho tiểu hành tinh và Dịch Hân đã gọi nó là 瑞華, theo bính âm Hán ngữ hiện đại là ruìhuá, nhưng viết là "Juewa" theo cách viết quy ước thời đó. Tên đầy đủ của nó là 瑞華星, nghĩa đen là "Ngôi sao vận may của Trung quốc".

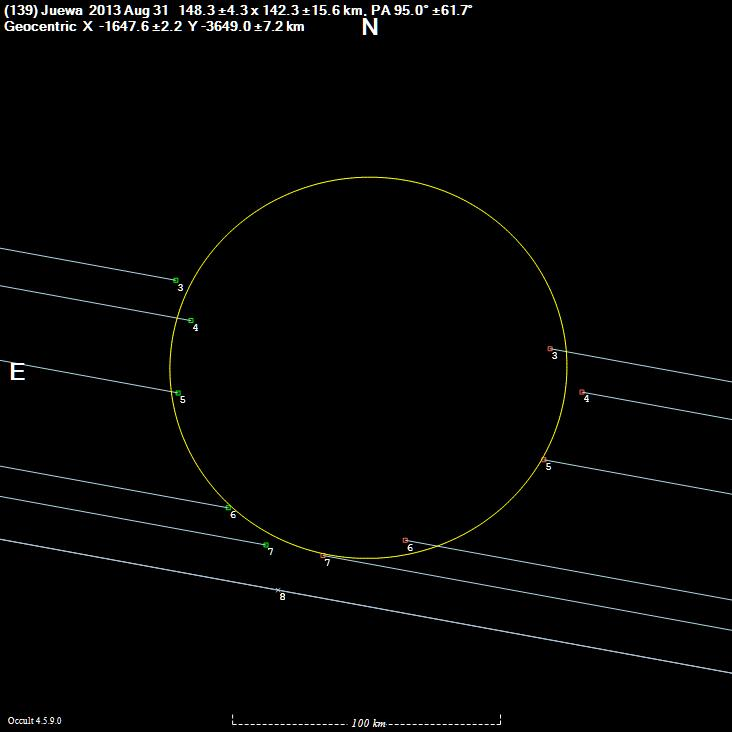
Multichord che khuất bởi 139 Juewa được quan sát vào ngày 31 tháng 8 năm 2013 từ N.S.W., Úc.

Kể từ năm 1988, các nhà quan sát đã báo cáo 8 sự kiện che khuất sao của Juewa.